# Turbinaria heronensis
Espèce
Statut CITES
Turbinaria heronensis est une espèce de coraux appartenant à la famille des Dendrophylliidae.